# Richard Genée
Richard Genée (Franz Friedrich Richard Genée) fue un libretista, dramaturgo, compositor y director de orquesta austro-alemán principalmente recordado por sus libretos para célebres operetas. Nació el 7 de febrero de 1823 en la ciudad prusiana de Dánzig (hoy Gdansk, en la actual Polonia) y falleció el 15 de junio de 1895 en la localidad austríaca de Baden bei Wien.

## Trayectoria profesional
Richard Genée era el hijo primogénito del cantante de ópera y director teatral Johann Friedrich Genée (1795-1856)  y, al igual que su hermano menor Rudolf, asistió al Gymnasium zum Grauen Kloster de Berlín. Primero estudió medicina, luego música y recibió clases de composición de Adolf Stahlknecht (1813-1887) en Berlín. En 1843 Richard Genée fue nombrado director del ballet y segundo director musical del Staadtstheater de Dánzig, coliseo dirigido por su padre desde 1841.
A partir de 1848 trabajó como director orquestal de teatro en Tallin y de 1850 a 1853 como director de orquesta en Riga.  En 1854 Richard Genée se traslada a Colonia como director de orquesta de teatro, después a Düsseldorf, Aquisgrán y Dánzig, donde cuidó de su padre, gravemente enfermo tras una apoplejía, hasta su fallecimiento.  A partir de 1857 trabajó en Maguncia (fue director de su Orquesta Filarmónica), en 1864/65 en el Teatro Estatal de Praga, después en la Ópera de la Corte de Schwerin y en el Teatro Alemán de Ámsterdam. 
Richard Genée mantuvo amistad con Friedrich von Flotow y desde 1868 trabajó como director de orquesta en el Theater an der Wien de Viena durante una década. Junto con Camillo Walzel constituyó una especie de razón social (“Zell und Genée”, ya que Walzel firmaba con los seudónimos F. Zell o Friedrich Zell). Con él escribió un gran número de libretos para operetas de Johann Strauss, Carl Millöcker, Franz von Suppè, Carl Michael Ziehrer y otros compositores, entre ellas la celebérrima Der Bettelstudent de Millöcker. Genée también fue el autor del libreto de la ópera Zarya (1877), de Ella Adayevskaya.
Es conocido sobre todo por el libreto de Die Fledermaus, la opereta más famosa de Johann Strauss II. Coescribió el libreto sin haber conocido al libretista Karl Haffner, que había construido la nueva historia basándose en Le Réveillon, una obra de Henri Meilhac y Ludovic Halévy considerada demasiado escandalosa para representarla fuera de París. Sin embargo, Genée reescribió el texto de Haffner del que solo quedaron los nombres de los personajes. En 1876 compuso la opereta Der Seekadett para la que Friedrich Zell escribió el libreto. Una jugada del juego del ajedrez, el Mate de Legal, debe su nombre en alemán (Seekadettenmatt) -y otras lenguas germánicas- a esta opereta, debido a que en una de sus escenas se reproduce esta jugada en una partida de ajedrez. El año siguiente estrenó otra de sus composiciones para el teatro, la opereta Nanon, die Wirtin «Zum goldenen Lamm» con libreto escrito por él mismo junto a Zell. Un asteroide perteneciente al cinturón de asteroides, el (559) Nanon, fue nombrado en recuerdo del personaje protagonista que da título a esta obra.

## Vida personal y familiar
En 1850, Richard Genée se casó en Dánzig con Emilie L'Orange, natural de Königsberg. El matrimonio no tuvo descendencia. Genée pasaba los meses de invierno en Berlín, los de verano en Viena, Tullnerbach o en su casa de Baden bei Wien,  donde murió «durante una estancia en un balneario». De confesión protestante, fue enterrado en el cementerio de la ciudad el 17 de junio de 1895. Entre los asistentes al duelo se hallaban Strauss, Millöcker y Karl Komzák.  
Además de su padre, otros miembros de su familia gozaron de notoriedad. Su hermana Ottilie fue actriz de teatro y cantante de ópera mientras que su hermano Rudolf Heinrich fue escritor, historiador teatral y recitador. 

## Honores
El año 1951 una calle de Viena, la Geneegasse (en el distrito de Hietzing), fue bautizada en su honor. Otras dos localidades austríacas llevan el nombre de Richard Genée en sendas vías públicas, Baden bei Wien (desde 1995)  y Tullnerbach.